# Francisco Ansani
Francisco Ansani (Alzate, 11 de noviembre de 1809 - Génova, 5 de julio de 1848) fue un militar italiano, cercano a Guiseppe Garibaldi.

## Biografía
De simpatías liberales, huyó, se desconoce el año, para ir a luchar en la Guerra de Independencia griega. Al regresar a su tierra natal, estudió matemáticas en la Universidad de Pavía antes de exiliarse en París, donde participó en los levantamientos de 1830-31. Allí conoció a Giuseppe Mazzini, y participó en el movimiento republicano del 5 y 6 de junio de 1832. Luego pasó a Portugal para luchar entre los Cazadores de Oporto, defendiendo la causa liberal de Isabel María contra Don Miguel. Pasó luego a España para alistarse, con el grado de capitán, en la "Legión Extranjera de Cristianos" contra el pretendiente don Carlos, resultando nuevamente herido.
Repatriado en 1838, fue detenido a su desembarco en Génova y entregado a la policía austríaca, que lo encarceló en Milán. Liberado, se expatrió, emigrando a América del Sur, a la provincia de Rio Grande do Sul. Allí conoció a Giuseppe Garibaldi, con quien trabó una fuerte amistad. Ambos se movieron a Uruguay, donde participaron peleando por el gobierno de la Defensa en la Guerra Grande, donde se estableció la Legión Italiana a la que Ansani contribuyó como mano derecha de Garibaldi. Allí contribuyó a la victoria en la batalla de San Antonio, en Salto, defendiendo la ciudad de los blancos hasta la llegada de Garibaldi.
Habiendo caído gravemente enfermo, zarpó hacia Italia junto con Garibaldi y los fieles de la Legión el 15 de abril de 1848, con motivo de la amnistía concedida por Pío IX. En Niza fue atendido inicialmente por la madre del "Héroe de los Dos Mundos". Transportado a Génova, fue asistido por su hermano Giuseppe, su amigo Garibaldi y Giacomo Medici. Finalmente, el 5 de julio murió.

## Expresiones de gratitud
El 3 de septiembre de 1911 se inauguró en su ciudad natal un monumento en su honor, obra del escultor Leonardo Bistolfi .